# Aérodrome de St Mary des Sorlingues
L'aérodrome de St Mary des Sorlingues ou aéroport des Îles Scilly (code IATA : ISC • code OACI : EGHE) est un petit aéroport situé à 1,9 km à l'est de Hugh Town sur St Mary's dans les Scilly/Sorlingues, au sud-ouest des Cornouailles, Royaume-Uni. 

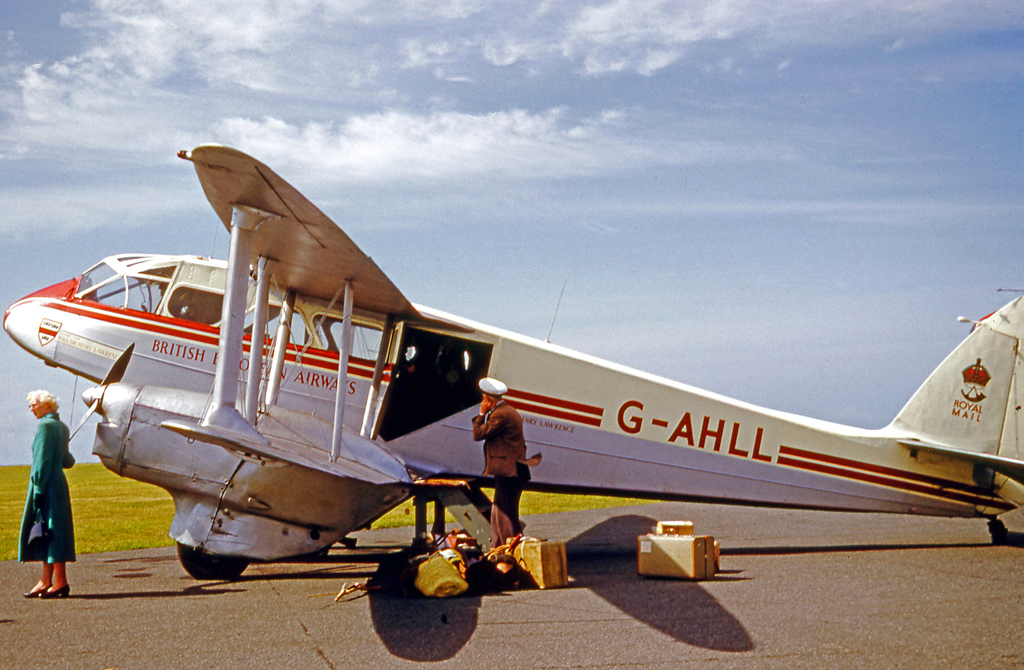
Un De Havilland Dragon Rapid British European Airways à St-Mary's, en 1958.

## Installations

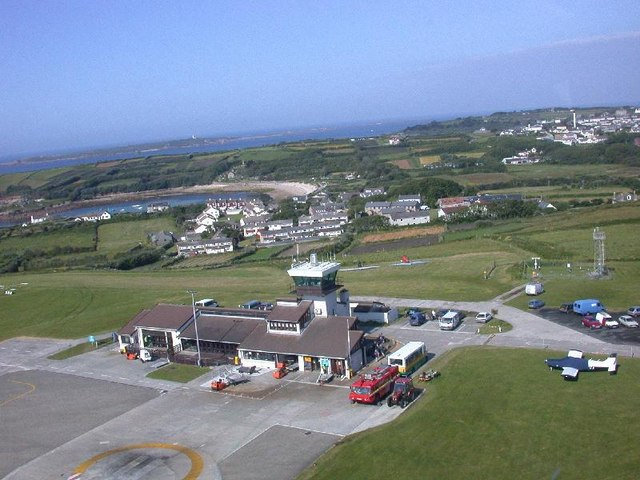
Le bâtiment de l'aéroport (avant le récent réaménagement) ; la Vieille Ville est vue juste au-delà de l'aéroport.

## Situation

### Carte des aéroports commerciaux d'Angleterre
| Birmingham Bournemouth Bristol Doncaster · Sheffield Durham · Tees Valley East Midlands Exeter Humberside Land's · End Leeds-Bradford Liverpool L.-City L.-Gatwick L.-Heathrow L.-Luton L.-Southend L.-Stansted Lydd Manchester Newcastle · Upon Tyne Newquay · Cornouailles Norwich Southampton St Mary des Sorlingues Carlisle Lake |

## Statistiques
Pour des raisons techniques, il est temporairement impossible d'afficher le graphique qui aurait dû être présenté ici.

Voir la requête brute et les sources sur Wikidata.

## Compagnies aériennes et destinations
| Compagnies             | Destinations                                                 |
| ---------------------- | ------------------------------------------------------------ |
| Isles of Scilly Skybus | Land's End-Penzance En saison : Exeter, Newquay Cornouailles |
| Sloane Helicopters     | Penzance Heliport                                            |

Édité le 22/11/2018  Actualisé le 11/04/2023